# Arbetaren
För andra betydelser, se Arbetaren (olika betydelser).
Arbetaren är en nyhetstidning grundad 1922. Tidningen ges ut av fackföreningen SAC Syndikalisterna och betecknas som syndikalistisk. Sedan 2016 ges tidningen ut två dagar i veckan som webbtidning, samt som ett månadsmagasin i pappersformat.

## Historia
SAC bildades midsommarhelgen 1910 och redan då tillsattes en tidningskommitté i syfte att ge ut en syndikalistisk tidning. Vissa svårigheter infann sig dock i att hitta ett tryckeri villigt att producera en sådan, men i juli 1911 startade utgivningen av tidningen Syndikalisten, som utkom varannan vecka med redaktion i Malmö. Upplagan startade på ungefär 5 000 exemplar, och redan 1913 påbörjades veckoutgivning. Upplagan fortsatte stiga och nådde 1916 10 000 exemplar. År 1917 köptes ett tryckeri i Örebro, dit även redaktionen flyttade, och tidningen började ges ut två gånger i veckan. År 1920 nådde upplagan 14 000 exemplar.

### Arbetaren startas
När upplagan för Syndikalisten steg och så även SAC:s medlemsantal, började en daglig tidning planeras. Den hade som syfte att nå en bredare målgrupp än Syndikalisten och utan större debatt döptes den till Arbetaren. Första numret utkom den 2 januari 1922, och nu hade redaktionen flyttat till Stockholms tidningskvarter i gamla Klara. Chefredaktör blev Frans Severin, som även hade varit redaktör för Syndikalisten sedan 1917. Redaktionssekreterare var Ragnar Casparsson och utrikesredaktör Albert Jensen. Redan i januari var den så kallade postupplagan 5 670 exemplar – näst högst av Stockholmstidningarna, slagen endast av Social-Demokratens 7 360. Upplagan steg under 1920-talet till cirka 23 000 exemplar. Större delen av 1920-talet var en intensiv period för den syndikalistiska arbetarrörelsen. Många konflikter på arbetsmarknaden utspelade sig i skogar, gruvor, järnvägsbyggen och fabriker, vilket präglade Arbetarens spalter. Andra stora händelser som satte avtryck i tidningen rörde Sacco och Vanzetti-dramat, kampen mot Arbetslöshetskommissionen och 1928 års kollektivavtalslag, som lagstadgade om fredsplikt för fackliga organisationer. Ända från tidningens början fördömdes såväl Benito Mussolinis fascistiska diktatur i Italien liksom Vladimir Lenins röda välde i Sovjetunionen.

### Albert Jensen tar över
Frans Severin och Ragnar Casparsson betraktades som pragmatiska röster inom syndikalismen, vilket färgade tidningen och gav den respekt även utanför SAC:s led. Men i slutet av 1920-talet utmanades deras syn av mer anarkistiska och revolutionära stämningar. Under 1928 lämnade både Severin och Casparsson syndikalismen. Severin blev chefredaktör för Svenska järnvägsmannaförbundets tidning Signalen och Casparsson gick till Social-Demokraten. Albert Jensen var mer influerad av anarkism, men hade slutat på tidningen 1925, i samband med en strid mellan Ragnar Casparsson och Jensens maka Elise Ottesen-Jensen. År 1928 kom Albert Jensen tillbaka till Arbetaren som dess chefredaktör, och han stannade på posten ända till 1950.
Det tidiga 1930-talet präglades av arbetslöshet och stora konflikter på arbetsmarknaden, inte minst Ådalshändelserna 1931. Tidningen följde också nära utvecklingen i Spanien, där en fascistisk kupp möttes med en revolution – i vilken de spanska syndikalisterna i Confederación Nacional del Trabajo (CNT) spelade en huvudroll – och situationen eskalerade till inbördeskrig. Arbetaren rapporterade dagligen med en egen redaktion i Barcelona innan Francisco Francos seger 1939.

### Kampen mot nazismen
Redan 1933 dömdes Arbetarens ansvarige utgivare Frid Nordin till tre månaders fängelse efter att tidningen kallat Hermann Göring för ”blodhund”. Arbetaren var, jämte Göteborgs Handels- och Sjöfartstidning och Trots allt!, den främsta antinazistiska pressrösten. År 1940 dömdes dåvarande ansvarige utgivaren Birger Svahn till 3 månaders fängelse, och sammanlagt beslagtogs Arbetaren cirka 40 gånger under kriget av myndigheterna. Förutom en högljudd retorik mot hitlerismen och svenska medlöpare gjorde tidningen även viktiga avslöjanden, inte minst av den så kallade permittenttrafiken då tyska soldater tilläts använda det svenska järnvägsnätet.
Tidningens högsta upplaga någonsin registrerades krigsåret 1941: 29 600 exemplar

### Rättsskandalerna
Efter andra världskriget riktades mycket av Arbetarens fokus mot den så kallade rättsrötan. År 1948 avslöjade tidningen Haijbyaffären, vilket ledde vidare till andra affärer som rörde Kejneaffären, Lundquistaffären och Sellingaffären. Förutom tidningens reporter Armas Sastamoinen var författaren Vilhelm Moberg ytterst drivande i avslöjandena. År 1950 hade Evert Arvidsson, stenarbetare från Bohuslän, tagit över chefredaktörsstolen på Arbetaren. Edvard Ramström var redaktionssekreterare och Helmut Rüdiger utrikesredaktör.

### Arbetarförfattarna
Ända sedan 1920-talet publicerade Arbetaren dikter, noveller och recensioner av arbetarförfattare som Moa Martinson, Harry Martinson, Ivar Lo-Johansson, Victor Arendorff, Nils Ferlin, Folke Fridell, Artur Lundkvist, Karl Vennberg och Eyvind Johnson, varav många hade starka band till syndikalismen. Tidningens första egentliga kulturredaktör var Stig Dagerman, då 21 år, som tillträdde 1945. Han skrev dagsvers i tidningen – Dagermans dagsedlar - fram till sin död 1954. Även längre fram i tidningens historia har många stora författare börjat sin bana i Arbetaren, som Birgitta Stenberg, Göran Palm, Per Wästberg, Svante Foerster, Harry Järv, Siv Widerberg och Anna Westberg.

### Arbetaren blir veckotidning
1950-talet kännetecknades av utbredd tidningsdöd men Arbetaren överlevde genom att 1958 omvandlas till veckotidning. Upplagan låg de första åren därefter omkring 12 000 exemplar, men sjönk och stabiliserades under 1970-talet till omkring 6000–7000 ex. Under 1960-talet kom en ny generation till tidningen – som inte varit med under pionjärtiden – och 1968 valdes Ahto Uisk, född 1940, till huvudredaktör. År 1973 anställdes Karl Beijbom som redaktionssekreterare som 1974 fick Stora Journalistpriset för sin ansiktslyftning av Arbetaren. Beijbom värvade Tage Danielsson till att skriva dagsvers i Arbetaren under vinjetten ”Tankar från roten”.

### Kärnkraftsstriden
År 1976 tar Ahto Uisk i en ledarartikel aktivt ställning mot kärnkraften och lanserar kravet på en folkomröstning. Bevakningen av kärnkraften och alternativrörelsen får allt större plats och efter haveriet i Harrisburg 1979 får tidningen igenom sitt krav om folkomröstning. Reportrar som Carsten Nilsson, Torbjörn von Krogh och Leif Zetterberg ägnade mycket kraft åt frågan. Året fram till kärnkraftsomröstningen 1980 trycktes bland annat en specialtidning i 132 000 exemplar och två böcker gavs ut i frågan.

### 1980-talet
Efter förlusten i kärnkraftsomröstningen gick en del luft ur Arbetaren, och upplagan började åter sjunka ner till omkring 4000 ex. År 1983 valdes Leif Hallstan till chefredaktör och Mats Nörklit var redaktionssekreterare. Tidningen satsade mycket på bilder och satir, utöver traditionella områden som arbetsmarknadsbevakning, politik och kultur. Till de nya medarbetarna hörde Ulf B. Andersson, Ulrika Hembjer, Jonas Fogelqvist och Eva X. Moberg.

### 1990-talet
År 1990 tog Martin Nilsson över chefredaktörsposten. Arbetaren satsade mycket på initierade och bildrika utrikesreportage. Krigen på Balkan skildrades också nära, inte minst av redaktionssekreteraren Ulf B. Andersson. Den åter framväxande nazismen var också ett återkommande tema. Skribenter som journalistparet i Nacka, "Peter Karlsson" och "Katarina Larsson", samt reportern och redaktören Magnus Linton skrev mycket om nynazismen. När syndikalisten Björn Söderberg mördades utanför sitt hem den 12 oktober 1999 var det efter det att han i Arbetaren hade avslöjat att nazisten Robert Vesterlund valts in i en lokal klubbstyrelse för Handelsanställdas förbund.

### Feminism och globalisering
År 1998 hade Anna-Klara Bratt valts till Arbetarens första kvinnliga chefredaktör. Från och med 1999 inledde hon en satsning på att könsbalansera Arbetaren och förstärka tidningens feministiska profil. Bland annat skapades XX-sidorna, med Mian Lodalen som redaktör, som varje vecka innehöll artiklar med feministisk vinkel. Tidningen bevakade också framväxten av den globala rättviserörelsen. Bland annat var Arbetaren enda svenska tidning på plats under det första World Social Forum i Porto Alegre år 2000. Under 2001 följdes EU-protesterna i Göteborg och G8-toppmötet i Genua på nära håll av reportrar som Bella Frank och Rasmus Fleischer samt redaktionssekreteraren Rikard Warlenius. Den mer teoretiska debatten gavs ökat utrymme genom införandet 2002 av tidningens essäsidor Radar, under Andreas Malms redaktörskap. År 2002 erinrade tidningen också om att Walther Sommerlath, far till drottning Silvia, hade varit med i SA och en jämförelsevis aktiv medlem i det Nationalsocialistiska tyska arbetarepartiet (NSDAP).

### Klimatförändring
År 2004 valdes Rikard Warlenius och Rebecka Bohlin till chefredaktörer. De satsade dels på att förstärka den internationella fackliga bevakningen och på att öka Arbetarens upplaga. Den TS-kontrollerade upplagan har ökat från 3 100 (2004) till 3 800 (2007). Tidningen breddades genom bland annat krönikörer utanför SAC:s led, som Göran Greider, Katrine Kielos, Gustav Fridolin, Jonas Sjöstedt och Tiina Rosenberg. Från och med 2005 förstärktes Arbetarens bevakning av klimatförändringen genom reportage och kontinuerlig nyhetsbevakning. I nr 4 2007 publicerade tidningen en essä om kött och klimat, "Klimatet, käket och politiken" av Lisa Gålmark. Arbetarens klimatblogg startade 2007 och drivs främst av tidningens redaktionssekreterare David Jonstad. Detta ledde till en debatt om tidningens roll, skulle det vara främst fackligt material eller skulle det handla om andra viktiga frågor som klimat, feminism och djurrätt.

### Fackligt fokus
År 2009 valdes Mattias Pettersson till ny chefredaktör. I sin ansökan hade han tryckt på att Arbetaren borde bli mer av ett verktyg för SAC som fackförening genom att ha ett innehåll som gjorde att den mer relevant att sprida på arbetsplatser. Den 12 november 2010 rapporterade flera medier att Mattias Pettersson avgår som chefredaktör efter endast ett år på posten. Den 25 november utsågs tidningens redaktionschef Ivar Andersen tillsammans med Ylva Karlsson till ställföreträdande chefredaktörer i väntan på referendum.

### Presstödet i fara
Tidigt under 2011 ifrågasatte Presstödsnämnden tidningens rätt till driftsstöd med hänvisning till att den var "för smal" och inte kvalificerade som allmän nyhetstidning, med anledning av det fackliga fokuset (se ovan). I början av februari varslades samtliga anställda på redaktionerna för både Arbetaren och Arbetaren Zenit om uppsägning i början av februari. Presstödsnämndens möte den 14 februari konstaterade dock att Arbetaren får fortsatt presstöd.
I samma veva avsattes de tillförordnade chefredaktörerna Ivar Andersen och Ylva Karlsson, enligt Ylva Karlsson på grund av en ömsesidig brist på förtroende. Istället tillsattes Daniel Wiklander och Salka Sandén som tillförordnade chefredaktörer i väntan på att en ny ordinarie chefredaktör väljs.. Chefredaktörer på Arbetaren väljs genom referendum, där alla SAC:s medlemmar får delta, och i slutet av år 2011 valdes Daniel Wiklander och Salka Sandén till chefredaktörer för tidningen mandatperioden ut. Vid SAC:s kongress i september 2012 valdes Daniel Wiklander till chefredaktör för den kommande treårsperioden. 

### Webbtidning
På SAC:s kongress hösten 2015 valdes Toivo Jokkala, tidigare medarbetare på tidningen, till chefredaktör. Bland de första större förändringarna som klubbades av kongressen var att veckotidningen Arbetaren ska gå över till tvådagarsutgivning som webbtidning under 2016, därtill med ett magasin på papper till prenumeranterna varje månad.
I december 2019 aviserade chefredaktören Toivo Jokkala sin avgång från Arbetaren. I början av 2020 tillträdde Annie Hellquist som tillförordnad chefredaktör. Annie lämnade vid årsskiftet 2023/2024 över som tillförordnad chefredaktör till den mångårige medarbetaren Amalthea Frantz.

### Kajsa Ekis Ekman
Under SAC:s 33:e kongress, i maj 2022, beslutades att Annie Hellquist skulle väljas till chefredaktör genom referendum i ett senare läge, eftersom hon sedan en period tillbaka varit sjukskriven. I juni 2022 tillträdde Nathan Hamelberg som vikarierande chefredaktör. Hamelberg stannade enbart på posten en kort period och ersattes av Kajsa Ekis Ekman, som tillträdde som tillförordnad chefredaktör 25 augusti 2022. Anställningen av Ekman ledde till protester från delar av SAC och hennes anställning avslutades kort därpå. Ekman yrkade på ogiltigförklaring av uppsägningen och Stockholms tingsrätt ogiltigförklarade uppsägningen i juni 2023 och tillerkände Ekman skadestånd om totalt 145 000 kr, utebliven lön om 259 266 kr och rättegångskostnader om 223 862 kr . I domskälen konstaterade tingsrätten att "[m]eningsskiljaktigheter mellan styrelsen och bolagets VD [inte kan] utgöra saklig grund för uppsägning", att tidningen inte visat att Ekman "begått något allvarligt fel eller misskött sitt arbete" samt att "Tidningen motarbetade Kajsa Ekman och försvårade för henne att visa sina kompetenser och utföra sina arbetsuppgifter."

## Övrigt
Tidningen Arbetaren delade förr årligen ut ett stipendium, Vilhelm Moberg-stipendiet, instiftat av Vilhelm Moberg själv. 
Sedan januari 2018 delas Ottarpriset ut av Arbetaren. Prissumman är på 10 000 kronor.

## Chefredaktörer
- Frans Severin (tillträdde 2 januari 1922)
- Albert Jensen (7 september 1928)
- Evert Arvidsson (2 januari 1951)
- Ahto Uisk (3 januari 1969)
- Leif Hallstan (1 juli 1983)
- Ulf B. Andersson  (22 juni 1990)
- Martin Nilsson (21 december 1990)
- Ulf B. Andersson (25 september 1998)
- Anna-Klara Bratt (1 januari 1999)
- Rikard Warlenius och Rebecka Bohlin (24 november 2004)
- Mattias Pettersson (24 november 2009)
- Ivar Andersen och Ylva Karlsson (25 november 2010)
- Daniel Wiklander och Salka Sandén (17 februari 2011)
- Daniel Wiklander (1 oktober 2012)
- Toivo Jokkala  (27 september 2015)
- Annie Hellquist (22 januari 2020)
- Nathan Hamelberg (10 juni 2022)
- Kajsa Ekis Ekman (25 augusti 2022)
- Annie Hellquist och Amalthea Frantz (11 november 2022)
- Amalthea Frantz (5 januari 2024)
- Vendela Engström (10 april 2024)